# Sidney (Illinois)
Sidney és una vila dels Estats Units a l'estat d'Illinois. Segons el cens del 2000 tenia 1.062 habitants.

## Demografia
Segons el cens del 2000, Sidney tenia 1.062 habitants, 422 habitatges, i 297 famílies. La densitat de població era de 773,7 habitants/km².
Dels 422 habitatges en un 37% hi vivien nens de menys de 18 anys, en un 59,5% hi vivien parelles casades, en un 8,1% dones solteres, i en un 29,4% no eren unitats familiars. En el 23% dels habitatges hi vivien persones soles el 13% de les quals corresponia a persones de 65 anys o més que vivien soles. El nombre mitjà de persones vivint en cada habitatge era de 2,52 i el nombre mitjà de persones que vivien en cada família era de 2,99.
Per edats la població es repartia de la següent manera: un 26,8% tenia menys de 18 anys, un 6,7% entre 18 i 24, un 31,7% entre 25 i 44, un 20,3% de 45 a 60 i un 14,4% 65 anys o més.
L'edat mediana era de 37 anys. Per cada 100 dones de 18 o més anys hi havia 91,4 homes.
La renda mediana per habitatge era de 51.563 $ i la renda mediana per família de 55.987 $. Els homes tenien una renda mediana de 37.188 $ mentre que les dones 27.717 $. La renda per capita de la població era de 21.425 $. Cap de les famílies i el 0,9% de la població estaven per davall del llindar de pobresa.

## Poblacions més properes
El següent diagrama mostra les poblacions més properes.